# Фёдоровка (Первозвановская сельская община)
Фёдоровка (укр. Федорівка) — село в Первозвановской сельской общине Кропивницкого района Кировоградской области Украины
Население по переписи 2001 года составляло 734 человека. Почтовый индекс — 27654. Телефонный код — 522. Код КОАТУУ — 3522587601.